# Sergej Rutenka
Sergej Aleksejevič Rutenka (bjeloruski: Сяргей Аляксеевіч Рутэнка; Minsk, 29. kolovoza 1981.), bjeloruski rukometaš i reprezentativni kapetan koji igra za španjolski klub FC Barcelona. Uz bjelorusko, Rutenka od 2008. godine posjeduje i španjolsko državljanstvo, a od 2003. do 2008. posjedovao je i slovensko, kojeg se odrekao. 
Karijeru je započeo u rodnom gradu, ali je slavu postigao igrajući za slovenske klubove Gorenje Velenje i RK Celje, nakon kojih je igrao za BM Ciudad Real do 2009. godine. Karijeru je izvorno započeo kao kružni napadač, ali danas uglavnom igra na poziciji lijevog vanjskog te se smatra jednim od najboljih rukometaša današnjice. U Barcelonu prelazi 2009. godine. 
U prvom razdoblju igranja za reprezentaciju Bjelorusije, Rutenka je skupio 34 nastupa. Od 2004. do 2007. igrao je za reprezentaciju Slovenije te u 40 nastupa postigao 269 pogodaka. Kada je 2008. dobio španjolsko državljanstvo, povukao se iz slovenske reprezentacije. Nakon što je 2010. godine istekao trogodišnji rok, ponovo se pridružio reprezentaciji Bjelorusije. 